# Fiaba
La fiaba è una narrazione originaria della tradizione popolare, caratterizzata da racconti medio-brevi e centrati su avvenimenti e personaggi fantastici (fate, orchi, giganti e così via) coinvolti in storie aventi, a volte, un sottinteso intento formativo o di crescita morale.

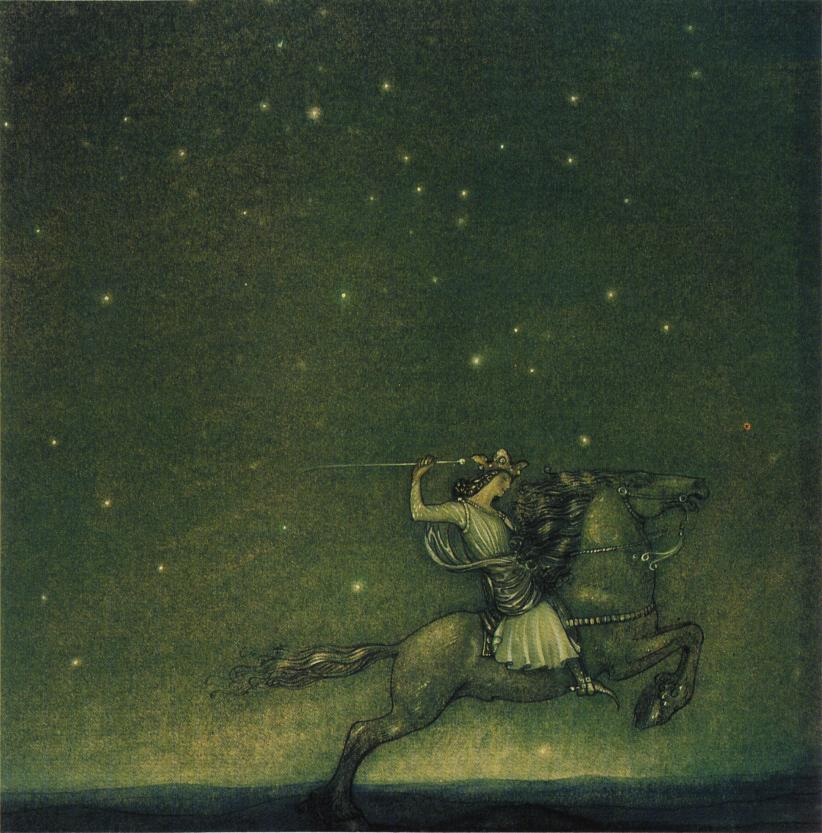
C'era una volta un principe che cavalcava alla luce della luna; illustrazione dello svedese John Bauer del 1914 per la fiaba L'anello di Helena Nyblom.

Nonostante la tendenza generalizzata a considerare la fiaba e la favola come la stessa cosa e i due termini sinonimi, si tratta invece di generi ben distinti: la favola, basata su canoni realistici, è un componimento estremamente corto, in genere della durata di poche righe, con protagonisti animali dal comportamento antropomorfizzato o esseri inanimati. La trama della favola è condensata in avvenimenti semplici e veloci e, infine, l'intento allegorico e morale è molto esplicito, a volte indicato dall'autore stesso come postilla al testo. Nella fiaba, invece, troviamo la presenza dell'elemento fantastico e magico.
È diffusa l'opinione per cui le fiabe siano tradizionalmente pensate per intrattenere i bambini, ma non è del tutto corretto: esse venivano narrate anche mentre si svolgevano lavori comuni, per esempio la filatura, lavori fatti di gesti sapienti, ma in qualche modo automatici, che non impegnavano particolarmente la mente. Erano per lo più lavori femminili ed è anche per questo che la maggior parte dei narratori è femminile, oltre al fatto che alle donne era attribuito il compito di cura e di intrattenimento dei bambini. Le fiabe erano piacevoli momenti per chiunque e, "davanti al fuoco", erano gradite sia dagli adulti che dai bambini di entrambi i sessi.
In Europa esiste una lunga tradizione orale legata alle fiabe, che riveste un grande interesse per la scienza etnoantropologica. Diversi autori hanno raccolto fiabe tradizionali o creato nuove fiabe riprendendo creativamente gli stilemi delle fiabe tradizionali. Fra i trascrittori di fiabe più noti della tradizione europea si possono citare Giambattista Basile, il primo a utilizzare la fiaba come forma di espressione popolare, Charles Perrault (Francia), i fratelli Grimm (Germania) e Giuseppe Pitrè (Italia), nonché i più recenti Italo Calvino (Italia), William Butler Yeats (Irlanda) e Aleksandr Afanas'ev (Russia).
Fra i creatori di fiabe più celebri troviamo il danese Hans Christian Andersen, l'italiano Carlo Collodi (autore di Pinocchio), i britannici James Matthew Barrie (Peter Pan), Lewis Carroll (Le avventure di Alice nel Paese delle Meraviglie) e Kenneth Grahame (Il vento tra i salici), lo statunitense Frank Lyman Baum (Il meraviglioso mago di Oz) e ancora Gianni Rodari ed Emilio Salgari con le loro storie per ragazzi.

## La fiaba popolare
Le fiabe sono state tramandate a voce di generazione in generazione per lunghi secoli; i narratori di fiabe modificavano o mescolavano spesso gli episodi di una fiaba con quelli di un'altra, dando a volte origine ad un'altra fiaba.
Esse hanno un'origine popolare: descrivono la vita della povera gente, le credenze, le paure ed il modo di immaginarsi i re e i potenti.
Venivano raccontate da contadini, pescatori, pastori e montanari attorno al focolare, nelle aie o nelle stalle; non erano considerate, come ora, solamente racconti per bambini, ma rappresentavano un divertimento anche per gli adulti ed avevano grande importanza per la vita della città.
Le fiabe raccontano alcuni aspetti del reale, con una veste di storiella puerile e con un infallibile lieto fine: "Pollicino" abbandonato nei boschi, "Cenerentola" segregata dalla matrigna e schiavizzata, "Biancaneve" che scappa e si rifugia nel bosco... possono essere visti come esempi della quotidianità del XIX e XX secolo.

### Le caratteristiche delle fiabe

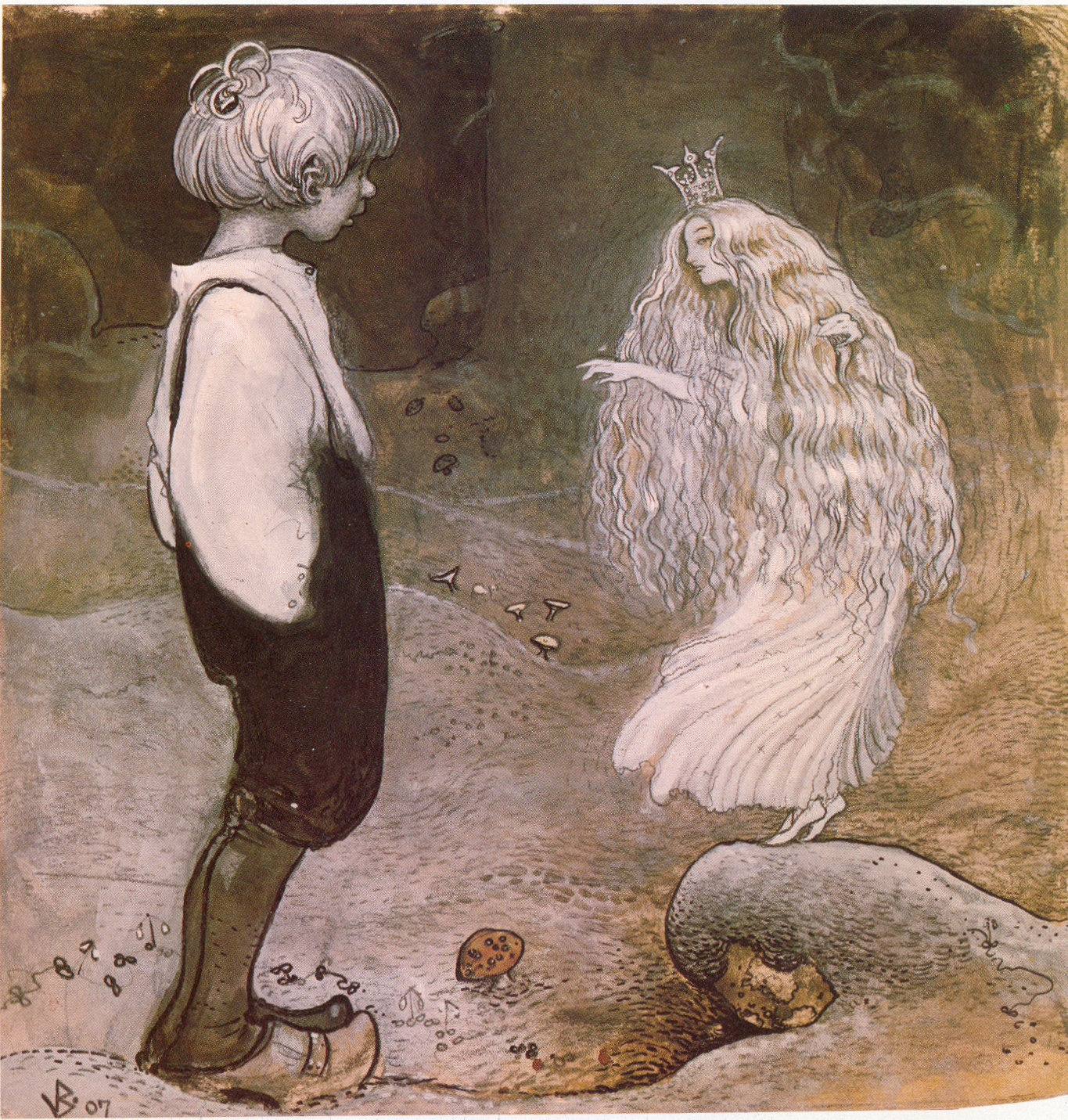
E in un istante si tramutò in una meravigliosa piccola fata: illustrazione di John Bauer per la fiaba di Alfred Smedberg, De sju önskningarna (I sette desideri).

Tutte le fiabe del mondo hanno caratteristiche analoghe:
1. Indeterminatezza: personaggi, epoca e luoghi sono quasi sempre indefiniti (e remoti), spesso non nominati (fanno eccezione quelle fiabe in cui si parla di luoghi reali come Inghilterra, Portogallo od altri paesi, ma in realtà il nome non ha alcuna pretesa indicativa ed indica lontananza quasi inconcepibile) e non sono descritti (si dice «C'era una volta...», «In un paese lontano...», ma non si dice né dove né quando);
2. Inverosimiglianza: i fatti presentati nel racconto sono spesso impossibili ed i personaggi inverosimili od inesistenti nella realtà quotidiana (molti fatti narrati possono accadere solo per magia, molti personaggi esistono solo nella fantasia popolare o mitica e, non di rado, sono personificazioni di concetti astratti: il bisogno, il male, il dolore, ecc.);
3. Manicheismo morale: si rappresenta sempre un mondo nettamente distinto in due (i personaggi sono: o buoni o cattivi, o furbi o stupidi e non esistono vie di mezzo... la ragione sta sempre da una sola parte);
4. Reiterazione e ripetizione: i motivi sono sempre ricorrenti (gli elementi e gli episodi sono spesso presenti anche in altre fiabe). Esiste anche una ricorrenza narrativa di frasi o formule magiche;
5. Apoteosi finale: c'è sempre un lieto fine (i buoni, i coraggiosi ed i saggi vengono premiati; le ragazze povere diventano principesse; i giovani umili, ma coraggiosi, salgono sul trono; la virtù premiata; la bontà vince; ecc.). Nelle fiabe di magia, per usare un termine proppiano, l'apoteosi è immancabile. Solo nelle fiabe letterarie il finale può essere tragico (un esempio è La sirenetta di Hans Christian Andersen);
6. Scopo didattico: c'è sempre una morale, anche se non espressa chiaramente come nella favola, che insegna a rispettare gli anziani e la famiglia, ad onorare le istituzioni (le persone che le incarnano sono degne di rispetto solo se "buone"), ad essere generosi con i poveri e gli umili, ma coraggiosi con i prepotenti (fino a sfidare le autorità) per migliorare il proprio destino.

Tra i personaggi della fiaba troviamo:
- Il protagonista, che è il personaggio principale e si tratta, quasi sempre, di un personaggio buono.
- L'antagonista, che è il personaggio cattivo ed ostacola il protagonista.
- L'aiutante, che è il personaggio che aiuta il protagonista.
- Inoltre, nella fiaba troviamo spesso un oggetto magico, che serve al protagonista per risolvere una situazione o un problema attraverso i suoi poteri magici.

### Struttura della fiaba
Possiamo distinguere quattro elementi:
- Una situazione iniziale (esordio): consiste nella presentazione dei personaggi e della situazione di partenza. L'equilibrio iniziale della fiaba poi viene rotto dalla complicazione.
- La complicazione: l'equilibrio iniziale si rompe e da ciò si innesca lo svolgimento.
- Lo sviluppo: momento nel quale i fatti si susseguono e si intrecciano.
- Finale: nella conclusione la vicenda si avvia verso il lieto fine. L'eroe raggiunge il suo scopo e la situazione complicata si sistema.

### Il linguaggio
Il linguaggio della fiaba è in genere molto semplice e ricco di modi di dire e di formule popolari. Viene solitamente utilizzato il discorso diretto
Sono frequenti e quasi obbligatorie le ripetizioni e le triplicazioni, perché raccontare tre volte lo stesso fatto aveva lo scopo di allungare la storia, di renderla più chiara e di prolungare la sensazione di mistero. Le formule d'inizio e le formule di chiusura sono quasi sempre le stesse («C'era una volta...», «In un paese lontano...», « [...] e vissero tutti felici e contenti»), numerose le formule magiche e le filastrocche.
Come nella pubblicità, la ripetizione e la ridondanza permettono una migliore penetrazione dei contenuti ed una più persistente memorizzazione, ma, prima di questo, corrispondono ad un'esigenza propria della didattica infantile.

### Il tempo
Il tempo della fiaba ha caratteristiche proprie particolari, che presentano analogie con il sogno. In primo luogo il tempo della fiaba è astorico, cioè non si può posizionare in un periodo storico preciso. In secondo luogo il suo fluire è solitamente irregolare, non assimilabile al tempo scandito dall'orologio; a volte sono presenti dei flashback, dove si parla di cose o persone "perdute" o, comunque, avvenimenti spiacevoli avvenuti nel passato. Inoltre, spesso le fiabe vengono ambientate nel Medioevo (anche se non esclusivamente), epoca storica nella quale predominava la monarchia, mettendo in risalto la romanticità di essere un personaggio di stirpe reale (principe o principessa) e trascurando, invece, l'aspetto della condizione economica del popolo.
Si può dire, infine, che le fiabe vengono, solitamente, collocate in uno spazio temporale irreale, strutturandole sulle basi di antiche leggende (con draghi, animali parlanti, ecc.), stimolando in tal modo la fantasia e la creatività del bambino ed aiutandolo a creare attorno a sé un mondo che sarà di aiuto per la sua infanzia; l'importante è che egli, con il passare degli anni, impari a fare buon uso della fantasia, senza confonderla con la realtà.

### Il rito d'iniziazione
Si pensa che esista una relazione tra la fiaba e i riti di iniziazione cioè quei riti attraverso le quali i giovani, affrontando e superando delle prove, dimostravano il loro valore prima di iniziare la vita da adulti, basta pensare alle prove che devono superare i personaggi delle fiabe prima di raggiungere il lieto fine. Un esempio è la fiaba di Hansel e Gretel.
Nel 1946 appariva in russo il saggio di Vladimir Propp Le radici storiche dei racconti di fate e già nel 1949 usciva a Torino nella traduzione italiana di Clara Coisson. Il libro sulle radici storiche doveva essere in origine il capitolo conclusivo del saggio sulla morfologia della fiaba: dopo averne studiato la forma, il folklorista ne indagava le origini, la genesi con l'ausilio delle ricerche etnografiche del tempo. Ma la ricerca si sviluppò tanto da diventare un libro a sé stante.
La conclusione che Vladimir Propp raggiunge attraverso un lungo esame analitico è che per la maggior parte gli elementi costitutivi delle fiabe risalgano a riti e miti "primitivi" (del regime del clan), e più specialmente riguardanti il "ciclo d'iniziazione" e le "rappresentazioni della morte".
Le fiabe popolari, soprattutto quelle di magia, sono quindi il ricordo di un'antica cerimonia chiamata rito di iniziazione che veniva celebrata presso le comunità primitive.
Durante questo rito veniva festeggiato in modo solenne il passaggio dei ragazzi dall'infanzia all'età adulta. Essi venivano sottoposti a numerose prove con le quali dovevano dimostrare di saper affrontare da soli le avversità dell'ambiente e di essere pertanto maturi per iniziare a far parte della comunità degli adulti.
Dopo le prove, i ragazzi e le ragazze, come in una rappresentazione teatrale guidata spesso da uno stregone, dovevano "morire" per celebrare la morte dell'infanzia. Questa loro morte temporanea veniva di solito provocata con sostanze stupefacenti e al risveglio i giovani venivano considerati adulti.

### Dal rito alla fiaba
Col passare del tempo il rito d'iniziazione non si celebrò più e ne rimase solamente il ricordo, ma gli anziani continuavano a ripeterlo nei loro racconti.
Il racconto degli anziani venne tramandato per secoli e secoli, con trasformazioni continue, anche quando il ricordo del rito si era perso del tutto e nacque così la fiaba.
Nella fantasia di chi tramandava i racconti i giovani, sottoposti al rito, sono diventati i protagonisti delle fiabe, gli stregoni sono diventati i personaggi che fanno paura come gli orchi, le streghe, i mostri, i lupi e le armi, che ricevevano i ragazzi, sono diventate i doni magici che i protagonisti delle fiabe ricevono dagli aiutanti che incontrano.

### Ricerca e interpretazione
Lo studio dei racconti popolari inizia poco dopo il 1900 e si rivolge quasi esclusivamente alla fiaba e alla saga, mentre l'interesse per altri generi narrativi nasce solamente negli ultimi decenni.
Uno dei più grandi studiosi della fiaba del ‘900 fu lo studioso russo Vladimir Propp che negli anni '20 del Novecento nella sua opera Morfologia della fiaba, ha esaminato molte fiabe tradizionali e ha osservato che in ogni fiaba si possono riscontrare degli elementi costanti, che si ripetono da una fiaba all'altra come delle situazioni e dei personaggi ben definiti e in contrasto tra loro. A questi elementi ha dato il nome di Ruoli e Funzioni.
Oltre alle fiabe tradizionali esistono anche fiabe moderne che, rispetto a quelle tradizionali, hanno caratteristiche molto diverse. Infatti le fiabe moderne sono ambientate ai giorni nostri o in tempi vicini a noi. Possono contenere indicazioni precise sia di tempo che di luogo. A volte manca addirittura il lieto fine ed in genere il linguaggio è più scorrevole e corretto. Uno degli autori più famosi che ha rivoluzionato il modo di scrivere le fiabe è il famoso scrittore Gianni Rodari.

### Differenza tra fiaba e favola
Entrambi sono racconti fantastici; nella fiaba, tuttavia, potremmo trovare personaggi umani oltre che animali parlanti. Nella favola, invece, ci sono spesso solo animali antropomorfizzati. In entrambi i generi il tempo è indefinito mentre il luogo nelle fiabe è quasi sempre una casa stregata, un castello, un bosco incantato, mentre nelle favole le vicende si svolgono in luoghi naturali come, ad esempio, campi, vigneti o boschi.
Elemento che non troviamo nelle favole è l'oggetto magico, fornito da aiutanti del protagonista per aiutarlo a raggiungere il suo obiettivo. Un elemento conclusivo che si può trovare nelle fiabe ma non sempre nelle favole è il lieto fine. Al termine del racconto, la morale è esplicitata nelle favole mentre non è centrale nella narrazione fiabistica e viene solitamente spiegata dallo scrittore.

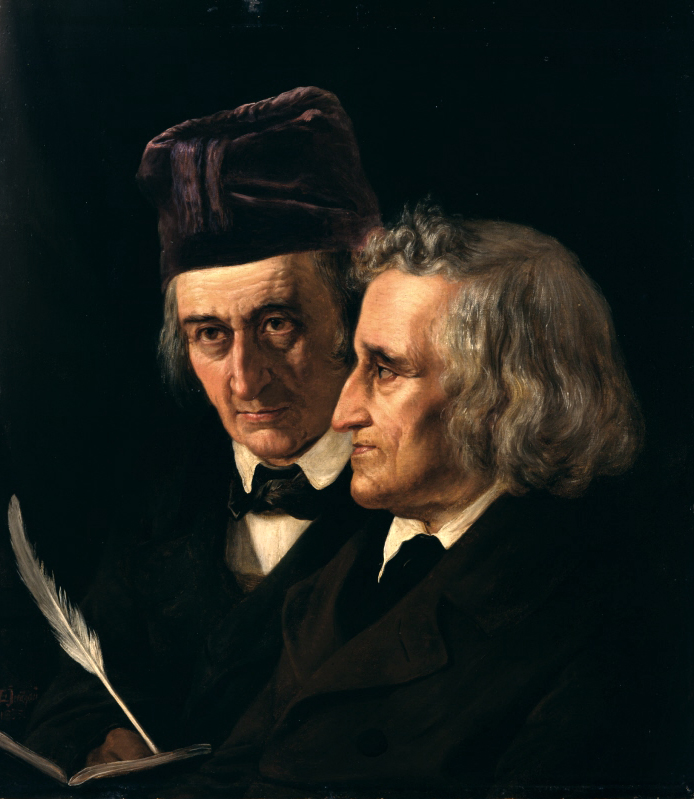
Doppio ritratto dei fratelli Wilhelm (a sinistra) e Jacob Grimm, di Elisabeth Maria Anna Jerichau-Baumann (1855).

### I fratelli Grimm
I fratelli Jacob (1785-1863) e Wilhelm (1786-1859) Grimm sono da ritenersi i fondatori della ricerca sul racconto popolare, in particolare sulle fiabe. Secondo le teorie di quell'epoca, i fratelli Grimm partono dall'idea che ogni popolo ha una sua anima che si esprime con la massima purezza nella lingua e nella poesia, nelle canzoni e nei racconti.
Essi però sostengono che, con il trascorrere del tempo, i popoli hanno perduto in parte la propria lingua e la propria poesia, soprattutto nei ceti più elevati e può, quindi, essere ritrovata solamente negli strati sociali inferiori. In questa ottica, le fiabe sono i resti dell'antica cultura unitaria del popolo e costituiscono una fonte preziosa per la ricostruzione di quella cultura più antica.
Nel 1812 e nel 1815 pubblicarono due volumi dei Kinder- und Hausmärchen, per un totale di 156 fiabe che formano il punto di partenza dello studio dei racconti o fiabe popolari. Mentre in un primo momento essi partono dall'idea che le fiabe siano tutte di origine tedesca, nel 1819, nella seconda ristampa della loro opera, essi introducono il concetto che esista un passato indoeuropeo per spiegarne le affinità.

### Altre teorie interpretative
La pubblicazione di Kinder- und Hausmärchen stimola, in Germania e in altri paesi, un'intensa attività di raccolta e di pubblicazioni.
Si scopre così che fiabe simili compaiono anche al di fuori dell'Europa, nell'India, ma anche nei territori linguistici semiti e turchi e presso i cinesi.
Nel 1859 l'indianista Theodor Benfey (1809-1881) propone la teoria che le fiabe siano nate in India, non come miti, ma come racconti didascalici buddhisti, e che siano giunte in Europa principalmente attraverso vie letterarie, come Le mille e una notte.

Ma anche questa teoria gradualmente dovrà essere abbandonata, perché si incontrano racconti che presentano le caratteristiche delle fiabe anche presso popolazioni che non hanno avuto mai contatti con la cultura indiana.
Un altro filone interpretativo di fiabe e miti è quello in chiave alchemico-ermetica, di cui uno dei fondatori potrebbe essere considerato il benedettino Dom Antoine-Joseph Pernety (1716-1796), autore de Le favole egizie e greche e di un Dizionario mito-ermetico; anche se la tendenza ad interpretare le leggende popolari e letterarie del passato come trasposizioni simboliche di un iter iniziatico legato alla "Grande Opera dell'Alchimia" è diffusa presso numerosi autori di questa antica disciplina esoterica. Fra gli studi più recenti (in lingua italiana) si trova Alchimia della Fiaba di Giuseppe Sermonti.

### Il contributo dell'antropologia
Nella seconda metà dell'Ottocento, per merito dell'antropologia, si sviluppano idee sulla cultura umana che influenzeranno anche la ricerca sulle fiabe.

Nasce infatti la convinzione che tutti gli uomini, a qualsiasi razza o cultura appartengano, possiedono fondamentalmente la stessa struttura psicologica e se esistono differenze, queste sono di carattere culturale.
Questa teoria implica che le fiabe e i motivi fiabeschi possano aver avuto origini dovunque, indipendentemente l'uno dall'altro.
L'interpretazione della fiaba di Vladimir Propp si basava già sugli studi dell'antropologia occidentale allora disponibili; essa fu proseguita, sviluppata e modificata dal folclorista e mitologo Eleazar Meletinskij e da un gruppo di studiosi da lui coordinati: la struttura della fiaba riconosciuta da Propp nella sequenza di trentuno funzioni fu riorganizzata in tre prove principali; inoltre furono messe in relazione le forme della fiaba in tutto il mondo con le prime forme della narrazione mitologica, come le leggende sui trickster.

### L'interpretazione di Sigmund Freud
Nel 1900 Sigmund Freud pubblica L'interpretazione dei sogni e spiega che quando l'uomo, nella sua vita, reprime qualche desiderio della vita istintuale, questo ricompare sotto forma di sogno durante il sonno e di sintomo durante la veglia.
Egli porta due esempi di sogni collegati alle fiabe:
- il primo è il sogno in cui ci si trova nudi in compagnia degli altri, che secondo Freud nasce dal desiderio infantile di spogliarsi davanti ai genitori e che produce una sensazione di piacere e che darebbe origine alla fiaba de I vestiti nuovi dell'imperatore, di Hans Christian Andersen;
- il secondo esempio riguarda il sogno della morte di un familiare amato, che Freud collega al desiderio inconscio del ragazzo di uccidere il padre per prenderne il posto accanto alla madre. Da qui nascerebbe il mito di Edipo.

La teoria psicoanalitica ha indotto moltissimi studiosi a vedere nella fiaba la risoluzione catartica dei problemi del bambino in crescita.
In effetti gli eroi delle fiabe spesso sono giovani che devono trovare la loro strada nel mondo, combattendo contro l'orco e il loro iniziale fallimento è interpretato in molti casi come l'incapacità di emanciparsi dall'influenza dei genitori che non l'aiutano in questo processo di formazione.

### Gli archetipi di Carl Gustav Jung
Un'altra importante direzione nello studio della fiaba nasce dalla psicologia di Carl Gustav Jung e della sua scuola.

Jung sostiene che ogni essere umano desidera sviluppare le sue innate potenzialità e che a questo scopo l'inconscio e la coscienza devono cooperare.

Se questo processo non si sviluppa in modo armonico, ha luogo una reazione dell'inconscio che si esprime nei sogni, nelle fantasie e nelle fiabe, che mostrano appunto profonde affinità presso i popoli di tutto il mondo.
Queste modalità di relazione sono chiamate da Jung archetipi. Pertanto, l'inconscio può esprimersi nell'immagine archetipa del grande bosco o del mare che l'eroe o l'eroina della fiaba devono attraversare.
Jung interpreta anche i personaggi come figure archetipe. Se l'eroe, egli dice, non riesce più ad andare avanti e viene un vecchio in suo aiuto, il vecchio rappresenta uno degli archetipi dell'anima, del giudizio, della concentrazione mentale, ossia un modello etico di comportamento. Per esempio uno di questi archetipi è Yama, il "trasportatore d'anime" nelle culture orientali.

### Altri studi sulla fiaba
Hedwing von Beit, una studiosa della scuola junghiana, dà questa interpretazione alla fiaba di Hänsel e Gretel: poiché i bambini non sono attrezzati alle difficoltà della vita essi diventano le vittime della strega che è l'antagonista dello spirito e solamente quando essi riescono ad affrontarla con sicurezza vi è il lieto fine.
Altrettanto importante è Marie-Louise Von Franz, allieva di C. G. Jung, la quale ha dedicato numerosi suoi scritti sull'argomento fiabesco (Le fiabe interpretate, Il femminile nella fiaba, L'ombra e il male nella fiaba).
Si è occupato dello studio della fiaba anche il fondatore dell'antroposofia, Rudolf Steiner, che considera le fiabe come un mezzo per risvegliare l'anima alla vita, in un mondo moderno che non ne permette più l'espressione.

Ad esempio, analizzando la fiaba di Tremotino, vede nelle vicende del personaggio la forza che dà all'anima (la figlia del re) la capacità di realizzare uno scopo (trasformare la paglia in oro) in questo mondo pieno di avversità.
Tra l'Ottocento e il Novecento i finlandesi Kaarle Krohn e Antti Aarne elaborano il metodo storico-geografico. Questo metodo cerca di stabilire, sulla base del maggior numero di varianti letterarie e orali di una fiaba, il territorio di diffusione e di ricostruirne la forma originale.
Il metodo storico-geografico ha avuto grande importanza nell'evoluzione della ricerca sulla fiaba e ne è nato, nel 1910, il Catalogo delle fiabe di Aarne, nel quale ad ogni fiaba è attribuito un numero. Sulla base del metodo storico-geografico sono sorti nel corso del tempo decine di cataloghi regionali o nazionali.

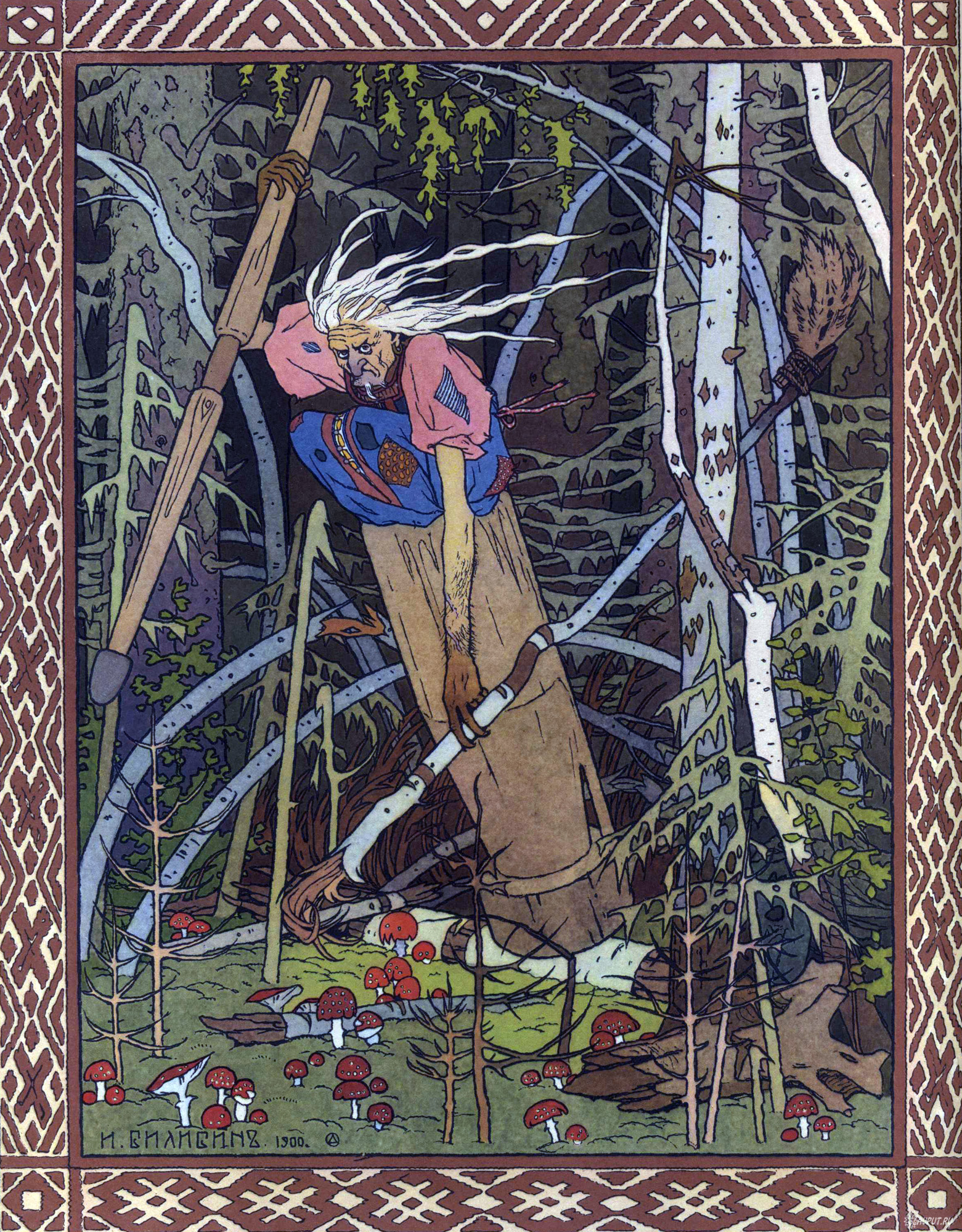
Baba Jaga è l'archetipo della donna selvaggia: la signora oscura dei boschi della mitologia slava. Illustrazione del russo Ivan Bilibin.

Allo stesso Aarne si deve anche un altro metodo di classificazione molto noto; il metodo si basa su un "indice dei tipi" e fu rivisto ed esteso da Stith Thompson, per cui viene chiamato metodo di Aarne-Thompson. L'indice dei tipi raccoglie circa 2500 "motivi" ricorrenti nelle fiabe, consentendo di descrivere in forma numerica (e quindi catalogare in modo efficace) ogni fiaba.
Nel periodo prebellico la tradizionale ricerca sulle fiabe si rivolgeva principalmente al contenuto ed esclusivamente di quelle fiabe che si ritenevano molto antiche; tuttavia, dopo la prima guerra mondiale, all'interesse per il narratore si unisce l'interesse per gli ascoltatori e, di conseguenza, l'interesse per il contesto sociale in cui si colloca la narrazione.
Il noto psicoanalista austriaco Bruno Bettelheim (morto nel 1990, autore del libro: Il mondo incantato) analizza il significato psicologico della fiaba e l'aiuto che può offrire nel delicato periodo della crescita dell'individuo. La fiaba evoca situazioni che aiutano il bambino ad elaborare le difficoltà che deve affrontare nel corso della sua esistenza. Ogni fiaba proietta nel lieto fine l'integrazione di qualche conflitto interiore. Hansel e Gretel, che alla fine sconfiggono la perfida strega, dimostrano che è possibile superare la paura, frequente nel bambini, di essere abbandonati dai propri genitori. In Pollicino è il "piccolo uomo" intelligente a sconfiggere il feroce e stupido gigante.
Ai giorni nostri Clarissa Pinkola Estés (una psicologa autrice del libro: Donne che corrono con i lupi - Il mito della donna selvaggia) ha raccolto una notevole mole di materiali attinto dal mondo delle fiabe e dei racconti popolari e su tale base ha costruito un'interpretazione psicoanalitica, enucleando una serie di archetipi di tipologie femminili utili per descrivere la psiche della donna. La psicologa parte dal presupposto che in ogni donna si nasconde un essere naturale e selvaggio, una forza potentissima formata di istinti e creatività passionale. La donna selvaggia rappresenta, secondo l'autrice, una specie gravemente minacciata. Benché la sua presenza sia innata, secoli di cultura e civiltà l'hanno soffocata cercando di rintuzzarne gli slanci più pericolosi, incanalandola in uno stereotipo rigido di sottomissione.

## I trascrittori di fiabe
Per lungo tempo le fiabe popolari furono tramandate solo oralmente; solo in seguito alcuni studiosi e scrittori le raccolsero dalla viva voce del popolo e le trascrissero, cercando di conservare le caratteristiche del "linguaggio parlato".
Fra le più conosciute trascrizioni di fiabe ci sono quelle di ambiente arabo, raccolte nel Settecento, in Le mille e una notte, la raccolta delle fiabe popolari nel Pentamerone di Giambattista Basile, I racconti di Mamma Oca di Charles Perrault, le fiabe tedesche riscritte dai fratelli Jakob e Wilhelm Grimm nell'Ottocento, le fiabe e i racconti popolari siciliani raccolti da Giuseppe Pitrè alla fine del XIX secolo, le Sessanta Novelle Popolari Montalesi di Gherardo Nerucci e le Fiabe italiane, tradotte in italiano da trascrizioni dialettali già esistenti, da Italo Calvino nel 1956.

## La cultura dei popoli nelle fiabe
Tutte le fiabe hanno in comune numerosi tipi di personaggi e narrano fatti molto simili, ma a una lettura attenta si scopre che esse, pur nella loro somiglianza, rivelano culture differenti.
Ogni popolo ha infatti ambientato le proprie fiabe nel paesaggio in cui viveva e, narrandole, ha fatto continui riferimenti alle proprie abitudini, alle proprie tradizioni, alle regole della propria società.
Il popolo russo ha tramandato le sue fiabe ambientate nella steppa, con zar e zarine, gli Inuit le hanno ambientate tra i ghiacci, con cacciatori di foche e di orsi; i popoli nordamericani nelle praterie, con bisonti e coyote.
Anche gli eroi sono diversi, secondo il paese nel quale è ambientata la fiaba, e se in Europa si tratta spesso di principi o ciabattini, in Arabia abbiamo sceicchi o beduini, in Cina mandarini o filatori di seta. Così come sono diversi gli esseri fantastici o soprannaturali. Nelle fiabe ambientate in Europa si trovano i diavoli, gli gnomi, i troll, la strega Baba Jaga, in Cina i draghi, nei territori islamici i djinn.
Attraverso le fiabe si possono ricavare moltissime informazioni, utili per conoscere la vita dei popoli nel passato e molto spesso anche nel presente.

## La fiaba d'autore
Per molto tempo le fiabe furono esclusivamente patrimonio del popolo e tramandate oralmente, ma in seguito questo tipo di racconto si diffuse in ambienti diversi, per esempio tra i nobili, nelle corti.

Ci furono così scrittori che incominciarono a rielaborare le fiabe e a trascriverle usando un linguaggio più raffinato, aggiungendo nuovi episodi e, spesso, inventandone di nuove.
Nacque, in tal modo, la fiaba d'autore che divenne un vero e proprio genere letterario.

Così, se le fiabe popolari sono il prodotto della tradizione, le fiabe d'autore nascono dall'inventiva di uno scrittore che, pur ispirandosi spesso alle fiabe della tradizione orale, si esprime con un linguaggio diverso e con motivi nuovi.
Fra gli autori più famosi di fiabe ci furono in Italia Giovanni Francesco Straparola, autore de Le piacevoli notti, e Giambattista Basile che, nel XVII secolo, scrisse il Pentamerone o Lo cunto de li cunti, in cui rielaborò in lingua napoletana cinquanta fiabe popolari, in Francia Charles Perrault che scrisse, sempre nel XVII secolo, I racconti di Mamma Oca ispirandosi a motivi popolari e in Danimarca Hans Christian Andersen che rielaborò alcune fiabe popolari e ne scrisse molte di nuove; anche gli scrittori di romanzi come Oscar Wilde si sono dedicati alla fiaba: nel 1888 Wilde pubblicò The Happy Prince and Other Stories.
Grande teorico della fiaba fu J. R. R. Tolkien, che nel suo saggio Sulle Fiabe, contenuto nella raccolta Albero e foglia, analizza il genere studiandone origini, significato e funzione, e facendo un'attenta analisi di molti racconti di ogni tempo che possono essere considerati, più o meno, appartenenti al genere della "fiaba".

## L'eredità della fiaba
Ancora oggi, nelle opere degli scrittori moderni, possiamo riconoscere l'eredità della fiaba. Nei racconti fantastici, nelle storie di fantascienza, fantasy e horror e in altri generi di narrativa, dove s'incontrano esseri incredibili e accadono fatti straordinari come nelle fiabe, ma è soprattutto nella narrativa per ragazzi ad essere evidente l'eredità della fiaba. Sono state ereditate, si pensi, attraverso generazioni e generazioni con l'ascolto.